# ريتشارد هيك

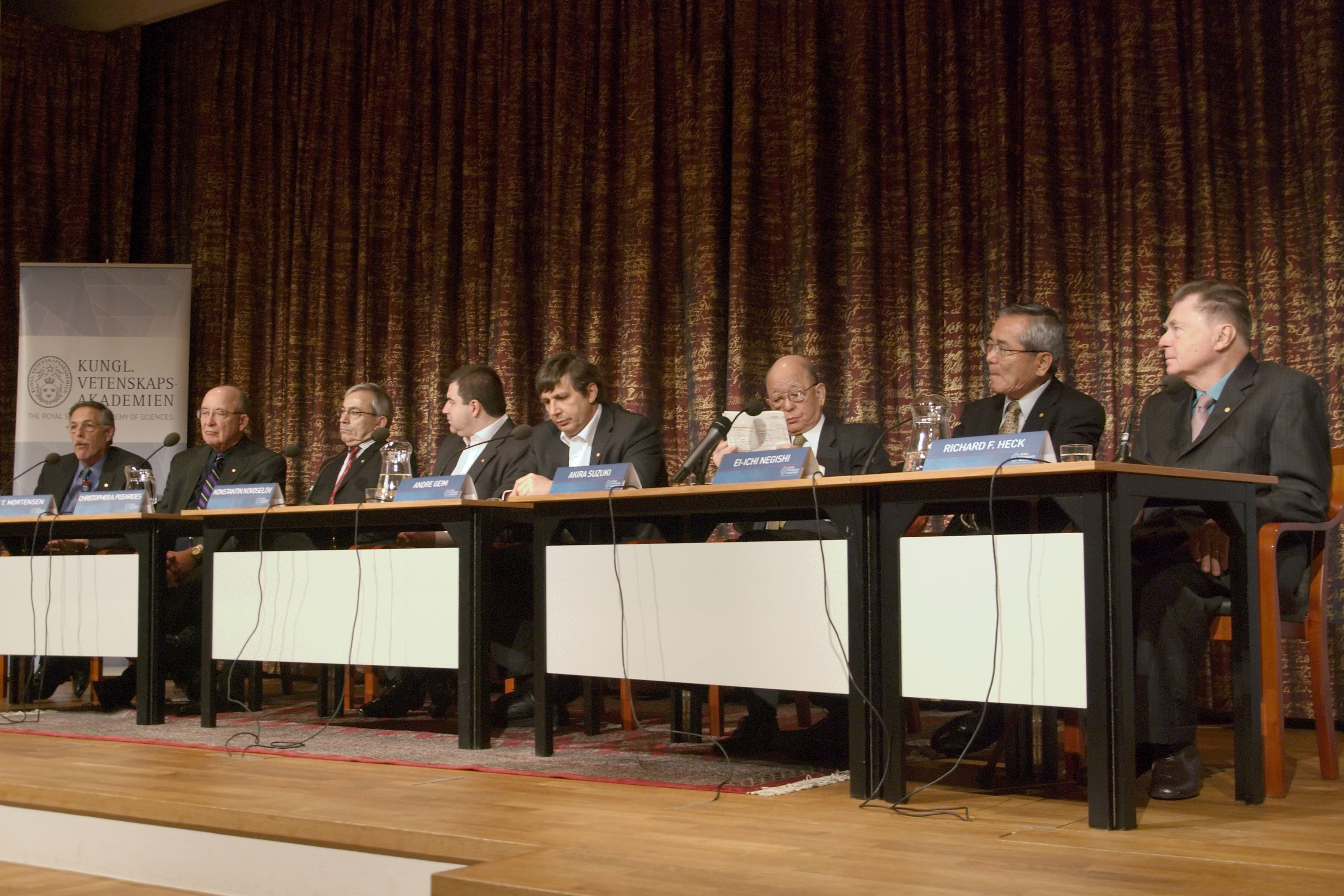
بيتر دياموند ، ديل ت.مورتنسن ، كريستوفر أ.بيساريدس ، كونستانتين نوفوسيلوف ، أندريه جيم ، أكيرا سوزوكي ، إيشي نيغيشي ، وريتشارد هيك ، الحائزون على جائزة نوبل 2010 ، في مؤتمر صحفي في الأكاديمية الملكية السويدية للعلوم في ستوكهولم.

ريتشارد هيك (بالإنجليزية: Richard F. Heck)‏ (15 أغسطس 1931 - 10 أكتوبر 2015)، عالم كيمياء عضوية أمريكي حاصل على جائزة نوبل في الكيمياء عام 2010 مناصفةً مع اليابانيين أي إيتشي نيجيشي وأكيرا سوزوكي وذلك لتطويرهم وسيلة تسهل تصنيع كيماويات مركبة مثل الموجودة في الطبيعة ومن بينها مواد يمكن أن تساعد على مكافحة السرطان.

## اقرأ أيضاً
- تفاعل هيك

## روابط خارجية
- ريتشارد هيك على موقع الموسوعة البريطانية (الإنجليزية)
- ريتشارد هيك على موقع مونزينجر (الألمانية)
- ريتشارد هيك على موقع إن إن دي بي (الإنجليزية)